# Гиппиусы
Гиппиус — род немецкого происхождения. Род Гиппиус внесён в Родословную книгу Дворянского Депутатского собрания Санкт-Петербургской губернии.

## Известные представители
- Гиппиус, Александр:[править]  -  Гиппиус, Александр Васильевич (1878—1942) — юрист, один из ближайших друзей юности А. А. Блока[2].
  -  Гиппиус, Александр Иванович (1855—?) — русский военачальник, генерал-лейтенант.
- Гиппиус, Алексей Алексеевич (род. 1963) — лингвист и текстолог.
- Гиппиус, Василий Васильевич (1890—1942) — литературовед, поэт и переводчик, брат Владимира Гиппиуса.
- Гиппиус, Владимир Васильевич (1876—1941) — русский поэт Серебряного века, литературовед, брат Василия Гиппиуса.
- Гиппиус, Густав Адольф (1792—1856) — художник-портретист, литограф и педагог; отец архитекторов Отто и Карла Гиппиусов.
- Гиппиус, Дмитрий (Дитрих) Иванович (1812—1895) — российский юрист и переводчик балтийско-немецкого происхождения; статский советник.
- Гиппиус, Евгений Владимирович (1903—1985) — советский музыковед и музыкальный этнограф. Доктор искусствоведения, кандидат исторических наук. Сын Владимира Гиппиуса.
- Гиппиус, Зинаида Николаевна (1869—1945) — русский поэт, прозаик и литературный критик, жена Д. С. Мережковского.
- Гиппиус, Карл:[править]  -  Гиппиус, Карл Густавович (1833—1880) — российский архитектор и художник балтийско-немецкого происхождения; сын живописца Густава Гиппиуса.
  -  Гиппиус, Карл Карлович (1864—1941) — архитектор Российской империи.
- Гиппиус, Никодим Васильевич (1918—1996) — советский писатель, сценарист, актер.
- Гиппиус, Отто Густавович (1826—1883) — архитектор, академик архитектуры Императорской Академии художеств, сын живописца Густава Гиппиуса.
- Гиппиус, Сергей Васильевич (1924—1981) — советский режиссёр, театральный педагог, режиссёр дубляжа.